# Powerwolf-diszkográfia
A német Powerwolf zenekarnak 2005-ben jelent meg a bemutatkozó albuma. Azóta folyamatosan jelennek meg az albumaik, és a zenekar is egyre népszerűbb.

## Stúdióalbumok
- Return in Bloodred (2005. április 4.)
- Lupus Dei (2007. május 7.)
- Bible of the Beast (2009. április 27.)
- Blood of the Saints (2011. július 29.)
- Preachers of the Night (2013. július 19.)
- Blessed & Possessed (2015. július 17.)
- The Sacrament of Sin (2018. július 20.)

## Koncertalbumok
- Alive in the Night (2012)
- The Metal Mass – Live (2016)
- Preaching at the Breeze (2017)

## Középlemezek
- Wolfsnächte 2012 Tour EP (2011)
- The Rockhard Sacrament (2013)
- Wolfsnächte 2015 Tour EP (2015)

## Kislemezek
- In Blood We Trust (2007)
- Raise Your Fist, Evangelist (2009)
- Sanctified with Dynamite (2011)
- We Drink Your Blood (2011)
- Amen & Attack (2013)
- Army of the Night (2015)
- Armata Strigoi (2015)
- Demons Are a Girl’s Best Friend (2018)
- Midnight Madonna (2018)
- Fire & Forgive (2018)
- Incense & Iron (2018)
- Kiss of the Cobra King (2019)
- Werewolves of Armenia (2020)
- Sanctified with Dynamite (Live) (2020)

## Videóklipek
- We Drink Your Blood (2011)
- Sanctified with Dynamite (2012)
- Amen & Attack (2013)
- Army of the Night (2015)
- Armata Strigoi (2015)
- Demons Are a Girl’s Best Friend (2018)
- Fire & Forgive (2018)
- Killers with the Cross (2018)
- Incense & Iron (2018)
- The Sacrament of Sin (2018)
- Stossgebet (2018)
- Where the Wild Wolves Have Gone (2018)
- Kiss of the Cobra King (2019)
- Werewolves of Armenia (2020)
- Sanctified with Dynamite (Live) (2020)

## DVD-k
- The Metal Mass – Live (2016)